# Thüngen
Thüngen település Németországban, azon belül Bajorországban. Lakosainak száma 1411 fő (2023. december 31.). Thüngen Retzstadt, Zellingen, Karlstadt és Arnstein községekkel határos.

## Népesség
A település népessége az elmúlt években az alábbi módon változott:
| Lakosok száma | 901  | 1613 | 1256 | 1341 | 1353 | 1334 | 1349 | 1321 | 1397 | 1411 |
|               | 1875 | 1950 | 1975 | 1987 | 2012 | 2014 | 2016 | 2017 | 2021 | 2023 |